# Gramotnost

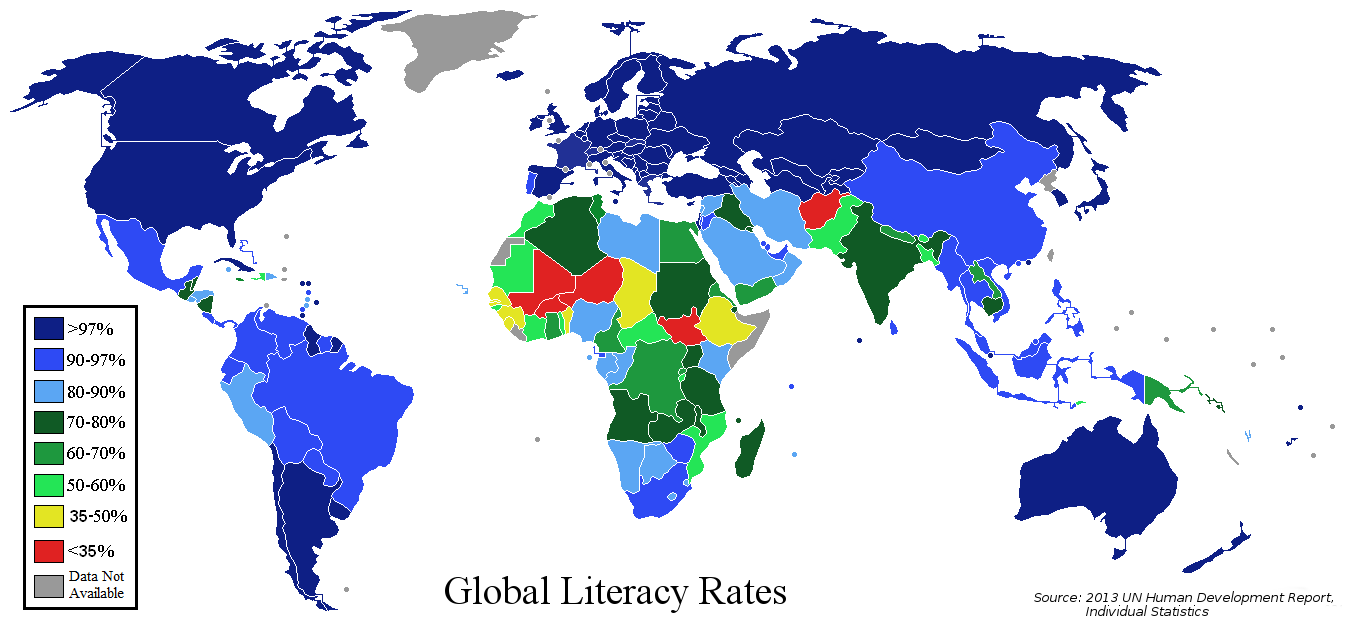
Mapa s údaji o gramotnosti v jednotlivých zemích světa (Zdroj: Zpráva OSN o lidském rozvoji 2013)

V letech 1970 až 2005 klesla míra negramotnosti na světě o polovinu
(Populace nad 15 let věku. Zdroj: UNESCO Institute for Statistics 2010)

Obecným odborným vymezením gramotnosti je "schopnost převádět komunikaci z jednoho systému komunikace do jiného". Tedy znalost kódování. Souvisí nejen se znalostí základních kódů (např. znaků hlásek), ale i se znalostí gramatických principů (gramatiky daného jazyka).
Základní (první) gramotností je schopnost číst a psát, tedy převádět zvuk řeči do grafického záznamu a zpět. Základem je schopnost identifikovat jednotlivá písmena a spojovat je v jednotlivá slova. Vyšší formou – tzv. čtenářskou (literární) gramotností je schopnost porozumět obsahu slov.
Druhou gramotností je gramotnost vizuální (obrazová).[chybí lepší zdroj] Jde o schopnost převádět slova do obrázků a zpět. Běžně je užívána v praktické globální vizuální komunikaci, která je jakýmsi obrázkovým esperantem dnešního světa. Vyšší formu vizuální gramotnosti představuje vizuální umění, které je mnohdy plné náročně interpretovatelných symbolů.
Výuka vyšších forem první a druhé gramotnosti se může optimálně vzájemně posilovat.
Gramotnost může být speciálně specifikována pro některé komunikační typy, např. gramotnost dokumentová, numerická apod.
Opakem gramotnosti je negramotnost. Protože však zejména první gramotnost vzdělání podmiňuje, je zjednodušeně používán termín gramotnost i pro některé oblasti vzdělanosti nebo dovedností (finanční gramotnost, zdravotní gramotnost). Je to však špatná, zjednodušující  praxe,[zdroj?] která vede k nerozlišování gramotnosti, vzdělanosti a dovednosti. Chybný termín počítačová gramotnost začal být po počátečním období módnosti[kdy?] veřejností později postupně opouštěn.[zdroj?]

## Gramatika
Gramatika představuje soubor základních funkčních principů každé gramotnosti. Gramatika první gramotnosti je součástí běžné školní jazykové výuky. Gramatika novodobého typu druhé (globální) gramotnosti, která byla vývojem vytvořena až ve druhé polovině 20. století, zatím není součástí běžných školních osnov.

## První gramotnost ve světě
80% dospělých na světě je gramotných. Nejvyšší gramotnost vykazuje Evropa, Severní Amerika a Austrálie, nižší pak země jižní Asie (59,5%), subsaharské Afriky (60,3%) a arabské státy (70,3%). Protože mezinárodní společenství si klade za cíl, aby v budoucnu byli všichni lidé na světě gramotní, je jedním z Rozvojových cílů tisíciletí zajistit základní vzdělání pro všechny děti na světě do roku 2015. To se však nepodařilo splnit, i když situace se oproti minulosti zlepšila.
Nejnižší gramotnost – 53% – má skupina nejméně rozvinutých zemí.

### První gramotnost v Česku
V České republice není analfabetismus považován za problém a statisticky se počet částečných či úplných analfabetů nezjišťuje. Odhaduje se, že se jedná o méně než 1% populace.

### Země s první gramotností pod 50%
Méně než polovina dospělých je gramotných v těchto zemích:
1. Mali 23,3 %
2. Burkina Faso 28,7 %
3. Niger 30,4 %
4. Sierra Leone 38,1 %
5. Benin 40,5 %
6. Senegal 42,6 %
7. Mosambik 44,4 %

Gramotnost se liší nejen mezi geografickými oblastmi (a to i v rámci jednotlivých států), ale také v jednotlivých sociálních skupinách. Vzdělání je například v rozvojových zemích dostupnější pro děti ve městech než na venkově.

### Země s první gramotností žen pod 50%
Panuje také výrazná nerovnost pohlaví – 2/3 negramotných jsou ženy, což dále zhoršuje jejich postavení ve společnosti a šanci prosazovat svá práva. Proto v rámci rozvojové spolupráce probíhají také různé kurzy celoživotního vzdělávání.
V těchto zemích je gramotných méně než polovina žen:
1. Mali 16 %
2. Niger 16,4 %
3. Burkina Faso 21,6 %
4. Sierra Leone 26,8 %
5. Benin 27,9 %
6. Senegal 32,3 %
7. Mosambik 33 %
8. Pákistán 40,2 %
9. Jemen 40,5 %
10. Bhútán 42,2 %
11. Maroko 43,2 %
12. Nepál 43,6 %
13. Bangladéš 48 %
14. Mauritánie 48,3 %

## Negramotnost

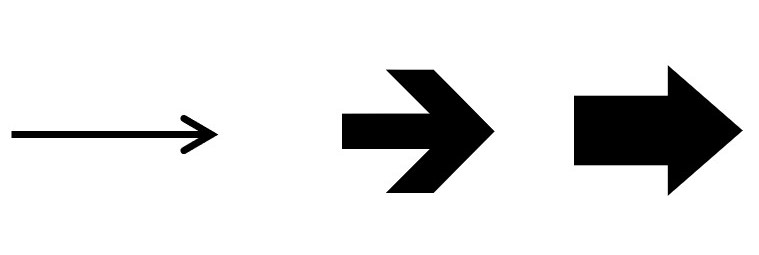
Člověk s nízkou 2. gramotností nerozlišuje význam různých tvarů šipek, podobně jako v 1. gramotnosti nezná význam slov odlišujících podobné jevy.

Negramotní lidé v rovině první gramotnosti neumí číst ani psát. Většinou se jedná o chudé rodiny nebo o rodiny v zemích, kde nemohou chodit do školy nebo se učit psát a číst. Negramotní lidé v rovině druhé gramotnosti vnímají z praktické globální vizuální komunikace jen malé procento informací, často i zkreslených. V druhé gramotnosti z hlediska principu fungování neexistuje úplná negramotnost, ale jen omezená, protože se jí lidé částečně učí běžnou praxí. Z toho vyplývá chybný předsudek, že obrázkovou symboliku lze rozeznat automaticky, bez výuky.

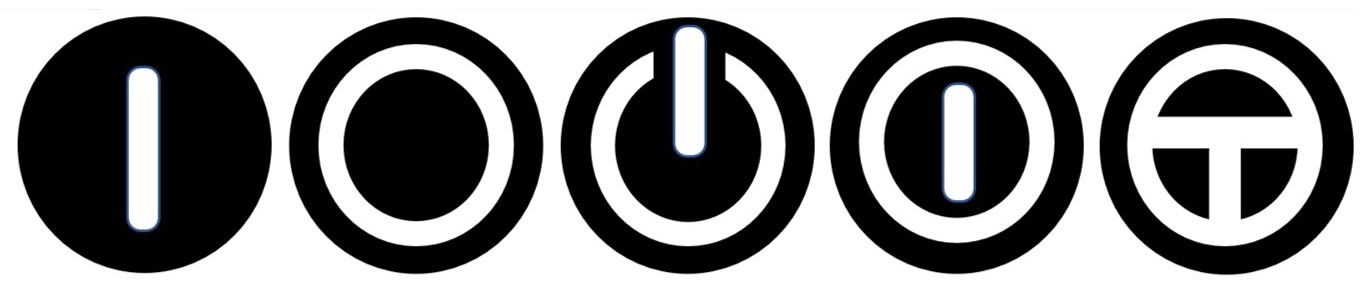
Lidé s nízkou 2. gramotností si běžně pletou symbol vypínače (4. v pořadí) se symbolem ovladače pro pohotovostní režim (3. v pořadí) a nerozeznávají významy zbývajících symbolů, které v reálu (na přístrojích, v interiéru apod.) mohou informovat o zásadně odlišných funkcích.

Lidé s nízkou čtenářskou gramotností (příp. nízkou vizuální gramotností) vnímají jen primární významy sdělení, nedokážou rozumět sekundárním významům. Sociologie o nich konstatuje, že jsou pak snadno manipulovatelní populistickými politiky nebo obchodním marketinkem.